# Eric Alexander Bulér Forrest
Eric Alexander Bulér Forrest, mer känd som Zalza, född 18 mars 1982 i Falun, är en svensk chiptune-artist, kompositör och musikproducent. Zalza är känd inom demoscenen där han har medverkat som kompositör i Cracktros och Chipmusik-diskar av demogrupper som Razor 1911, Fairlight, TQL, Rebels och Titan.
År 2010 medverkade han i Data Airlines release "The Knife - (DATA013)” med sin cover på The Knifes “We Share Our Mothers Health” och följde upp med sitt första fullängdsalbum "Back to the chipland”.
Samma år etablerades han som kompositör för musiken till ett internetfenomen så kallat meme vid namn ”2204355 - Awesome Rainbow Chicken Dance" (som blev Googles Easter Prank 2010), med sin chiptune-tolkning av soundtracket till 80-tals TV-serien Alf (kompositör Alf Clausen). Han släppte snart därefter singeln vid namn “The Original 2205355 Song (Alf Theme Chip Remix)”.
2012 släppte han albumen "Zalza vs. The World" 1, 2 och 3, ett samarbete med kända chiptune-musiker runt om i världen som resulterade i tre EP-släpp och en Chipmusik-disk, som presenterades live i Saarbrücken, Tyskland på demopartyt Revision  i april samma år.

## Biografi

### Uppväxt
Eric Alexander Bulér Forrest levde sin första år i Sicilien, Taormina då familjen drev en restaurang där. När han var ungefär 5 år flyttade familjen tillbaka till Sverige och bosatte sig i Helsingborg. Efter grundskolan gick han ett år på Mega Musik i Helsingborg och började sedan på musiklinjen på Nicolaiskolan. Han fortsatte sedan sina studier på Rock City i Hultsfred och högskolan i Kalmar på programmet Music Engineering (Musikteknik-programmet). Han gifte sig 2013 med Emilia Forrest och de har tillsammans en dotter. De bor 2015 på Södermalm, Stockholm.

### Karriär
Zalza växte upp i Helsingborg och i 13-årsåldern fick han sin första dator och upptäckte snabbt att han hade ett stort datorintresse. Han deltog i lokala LAN-partyn och år 1997 introducerades han av sina vänner för Tracker-programmet Fast Tracker och sk. "Tracking", vilket blev starten för hans kompositioner. Han hittade och laddade ner låtar genom att ringa upp emot BBS:er runt om i landet och fick inspiration av låtar i 8-bit och Nintendo-stil, så kallad chiptunes som ledde honom in i denna genre.
1998 deltog han i demopartyt Remedy 98  i Solna, Stockholm och släppte sin första officiella chiptune vid namn “Back to the chipland”.
Demoscenen blev forum för hans kommande releaser och han gick med som kompositör i flera demogrupper som TQL, Rebels och Fromage . Musiken släpptes i så kallade Demos, Intros och Chipmusik-diskar på flera demopartyn runt om i Sverige och Europa.
2002 släppte han sin låt ”Karatemuffins" på demopartyt Hype  i Malmö. Låten Karatemuffins har även spelats i radioprogrammet Syntax Error  i Sveriges Radio P3 (2002) och var med i chipmusik-disken “Razor 1911 Chipdisk1” av Razor 1911 (2002) samt är också ett av spåren hans album “Back to the chipland” (2010).
Några av hans kompositioner var med två omgångar i online magasinet Hugo , Hugi #25 (2002) och Hugi #26 (2003).
2010 blev hans cover av soundtracket till 1980-tals TV-serien Alf uppmärksammat och blev ett Internetfenomen med Memet “2204355 Chicken Man” vilket genererade miljontals visningar på Youtube och blev en Internet-snackis. Fenomenet omskrevs bland annat i Time Magazines online nyhetsflöde (Med rubriken “The Baffling 2204355 Google Search: What Does It Mean?”)  och Memet sammanfattades på KnowYourMeme.com  och 2204355.com . Singeln “The Original 2205355 Song (Alf Theme Chip Remix)” släpptes samma år.
Medverkade i Data Airlines release “The Knife - (DATA013)”  med sin cover på The Knifes “We Share Our Mothers Health”.
2011 var året då Zalza började synas mer i live-sammanhang. Han uppträdde på världens största datorfestival Dreamhack, Dreamhack Winter 2011  , datorspelsmässan Gamex i Kista, Malmöfestivalen  och på Norbergfestivalen . Samma år hade han ett framträdande på demopartyt Birdie i Uppsala.
Han släppte en rad remixer, Erik Hassle - Hurtful (Zalza Chip Remix) som blev omskriven i bland annat bloggarna Hype Machine  och Beingblogged.se , Gravitonas - Dry Your Eyes (Zalza Remix)  för deras remix-tävling och Theo Bernt  - Blueberry Clouds (Zalza Remix) som släpptes på deras EP “Blueberry Clouds”.
Han släppte sitt chiptune-medley “Swedish Hits Medley in Nintendo style”  på Youtube och på Soundcloud där han tolkar svenska artisters musik såsom Robyn, Erik Hassle, The Hives, The Cardigans m.fl.
Zalzas cover på Robyns “Hang With Me” från medleyt blev jingelmusik i the Verge’s podcast “This is my next podcast 015”  (2011)
2013 spelade han på Eindbaas  14 på Melkweg , Amsterdam och delade eventet med George and Jonathan (USA), Sabrepulse (UK),  Gwen (UK) och Men of Mega (NL).
Zalza var headline på eventet "Fest i 8 bitar" på Chalmers i Göteborg (Medverkande artister: Rymdkraft, Brandon Walsh ) (2014)
I mars 2015 släppte han sitt fullängdsalbum Superposition .

## Diskografi
- (Remix) “The Knife - We Share Our Mothers Health” (DATA013 - The Knife, Data Airlines, 2010)
- (Album) Back To The Chipland (2010)
- (EP) Zalza Vs. The World 1 (2012)
- (EP) Zalza Vs. The World 2 (2012)
- (EP) Zalza Vs. The World 3 (2012)
- (Remix) "Blueberry Clouds (Zalza Remix)" (Theo Berndt, “Blueberry Clouds”, Pophat Music, 2012)
- (Zalza, Xyce) - Nes Pas (Xyce, “Mosaik”, xyce, 2012)
- (Singel) “The Original 2204355 Song (Alf Theme Chip Remix)” (2012)
- (Remix) “Sunrise - Zalza Remix” (Psychotic Giraffe, “Sunrise”, Urban Stars Records, 2015)
- (Album) Superposition (2015)
- (Album) Out Of Memory (2016)